# 3. Königlich Bayerische Reserve-Infanterie-Brigade
Die 3. Reserve-Infanterie-Brigade war ein Großverband der Bayerischen Armee.

## Geschichte
Die Brigade war zu Beginn des Ersten Weltkrieges als Kriegsbesatzung in der Festung Straßburg stationiert. Der Brigadestab des Ausmarsches übernahm am 17. August 1914 die Truppen und die Bezeichnung 10. Reserve-Infanterie-Brigade. Am 21. September 1914 wurde der Stab 3. Reserve-Infanterie-Brigade neu aufgestellt. Sie war dann der Ersatz-Division unterstellt. Die Brigade wurde am 30. Oktober 1918 aufgelöst.

## Gliederung vom 2. August 1914
- Reserve-Infanterie-Regiment 4
- Reserve-Infanterie-Regiment 15

Ab September 1914 wurde ihr zusätzlich das Reserve-Infanterie-Regiment 18 unterstellt.

## Kommandeure
| Dienstgrad            | Name              | Datum                                 |
| --------------------- | ----------------- | ------------------------------------- |
| Generalleutnant       | Ferdinand Müller  | 2. bis 17. August 1914                |
| Generalleutnant z. D. | Johann Langhäuser | 21. September 1914 bis 12. April 1917 |
| Oberst                | Maximilian Sämmer | 12. April 1917 bis 30. Oktober 1918   |